# Dead Man Walking
Dead Man Walking är en amerikansk kriminaldramafilm från 1995 i regi av Tim Robbins. Filmens manus är baserat på boken Dead Man Walking av Helen Prejean, som även gör en cameoroll i filmen. I huvudrollerna ses Susan Sarandon och Sean Penn. Filmen nominerades till fyra Oscars och vann en, Bästa kvinnliga huvudroll, för Susan Sarandon.

## Handling
Nunnan Helen Prejean (Susan Sarandon) lär känna den dödsdömde Matthew Poncelet (Sean Penn).

## Rollista i urval
- Susan Sarandon - Syster Helen Prejean
- Sean Penn - Matthew Poncelet
- Margo Martindale - Syster Colleen
- Robert Prosky - Hilton Barber
- Lois Smith - Augusta Bourg Prejean, Helens mor
- Jack Black - Craig Poncelet
- Celia Weston - Mary Beth Percy
- Raymond J. Barry - Earl Delacroix
- R. Lee Ermey - Clyde Percy
- Michael Cullen - Carl Vitello
- Scott Wilson - Kaplan Farlely
- Roberta Maxwell - Lucille Poncelet
- Peter Sarsgaard - Walter Delacroix
- Missy Yager - Hope Percy